# Sainte-Madeleine
Sainte-Madeleine är en bykommun (municipalité de village) och tätort (centre de population) i provinsen Québec i Kanada. Den ligger i regionen Montérégie, i den sydöstra delen av landet, 200 km öster om huvudstaden Ottawa.